# Zur Theorie der Sprechakte
Zur Theorie der Sprechakte ist die deutsche Bearbeitung (nicht nur Übersetzung, siehe unten) des Buches How to do things with Words des britischen Philosophen John Langshaw Austin. Dieses sprachphilosophische Werk ist die schriftliche Niederlegung einer zwölfteiligen Vorlesung, die Austin 1955 an der Harvard-Universität hielt. Austin arbeitet mit vielen Beispielen aus der englischen Sprache. Sie könnten bei einer Übersetzung ihren exemplarischen Charakter verlieren und müssen folglich durch passende deutsche Beispiele ersetzt werden. 

## Inhalte und Aussagen
In der Nachfolge Wittgensteins und als Vorläufer für die Sprechakt-Theorien von John Searle und Jacques Derrida stellt Austin sprachliche Äußerungen als kontextabhängige Handlungen dar, denn
die Philosophen haben jetzt lange genug angenommen, das Geschäft von 'Feststellungen' oder 'Aussagen' sei einzig und allein, einen Sachverhalt zu 'beschreiben' oder 'eine Tatsache zu behaupten', und zwar entweder zutreffend oder unzutreffend.
Reizvoll an How to do Things with Words sind Austins subtiler Witz und seine Methode, philosophische Lehrmeinungen zu widerlegen, indem er die entsprechenden Philosophen nicht namentlich nennt, sondern ihre Beispiele aufgreift und ad absurdum führt. Auf diese Weise greift er immer wieder die „Konkurrenz“ der Cambridger Schule um Bertrand Russell, G. E. Moore und Ludwig Wittgenstein an: 
1. Austin widerlegt Moore, indem er Moores Paradoxon „Es regnet, aber ich glaube es nicht“ dahingehend auflöst, dass er Moore vorwirft, dieser verstoße gegen die Gelingensbedingung der Konsequenz. Die Konsequenz einer Feststellung ist, dass man auch an die Feststellung glaubt.
2. Austin nimmt sich auch Russells berühmtes Beispiel „Der gegenwärtige König von Frankreich ist kahlköpfig“ vor. Russell hatte festgestellt, dass in einer zweiwertigen Logik dieser Satz sich nicht unterscheidet von beispielsweise „Der gegenwärtige Präsident der USA ist kahlköpfig“, obwohl der erste Satz offenkundig „falscher“ als der zweite Satz ist, da Frankreich keinen König hat. Austin widerlegt Russell, indem er sagt, dieser verstoße gegen die Vorbedingung oder Eingangsbedingung dieser Äußerung, indem er über etwas eine Aussage tätigt, das nicht existiert.
3. Wittgenstein muss sich von Austin den Vorwurf gefallen lassen, dass nichts gewonnen sei, wenn man „Bedeutung“ durch „Gebrauch“ ersetzt. Obwohl Austin Wittgensteins Grundannahme, dass Sprechen in erster Linie Handeln ist, teilt, hat er eine vollkommen andere Herangehensweise. Wo Wittgenstein Paragraphen aneinander hängt, setzt Austin auf systematische Beispiele. So versucht er etwa den performativen Sprechakt der Taufe zu erfassen, indem er alle denkbaren Möglichkeiten durchspielt. Er tauft Kinder auf den falschen Namen oder auf Nummern, er tauft Schiffe oder gar Pinguine.

Man kann die „Theorie der Sprechakte“ in drei Teile gliedern. Die Vorlesungen 1 bis 4 sind eine logische Analyse und 5 bis 8 stellen eine phänomenologische dar. Danach inszeniert Austin den Zusammenbruch seiner ersten These und geht zur zweiten über, an der er sich bis zum Ende des Buches durcharbeitet. Die Frage, warum Austin diesen Zusammenbruch inszeniert, beantwortet sich dadurch, dass er sich gegen die gesamte philosophische Tradition seit Platon stellte. Demnach sei ein Satz dahingehend zu prüfen, ob er wahr oder falsch sei. Es ist klassisches Understatement, dass er sich zunächst eine Teilklasse aller Äußerungen herausgreift, die offensichtlich nichts mit Wahrheit zu tun haben. Erst nachdem er dies hinreichend bewiesen hat, führt er dem Leser an zahllosen Beispielen vor Augen, dass die Unterteilung Performativa/Konstativa nicht funktioniert, da die Wahrheit auch bei den Performativa hineinspielt und das Misslingen bei den Konstativa. So kann er die eigentliche These, dass jede Äußerung zugleich eine Handlung darstellt und wahr oder falsch sein kann, präsentieren.
Austin war unter anderem Lehrer des US-amerikanischen Philosophen John Rogers Searle. Es ist umstritten, ob Searles Sprechakttheorie einen Fortschritt gegenüber Austins darstellt. Searle arbeitet die Theorie weiter aus, verfängt sich dabei jedoch in einige Widersprüche und spart an Beispielen, wo Austin eine Fülle dieser liefert.
Austin sagt zu Beginn und am Ende von How to do Things with Words, Ziel der Theorie sei es, „den Wahr/Falsch-Fetisch und den Sein/Sollen-Fetisch“ zu bekämpfen. Searle schloss daraus, dass man mit der Sprechakttheorie den naturalistischen Fehlschluss auflösen könne. Seine Analyse wird aber stark angezweifelt in der analytischen Philosophie. Ihm wird der Vorwurf gemacht, er unterschlage lediglich eine normative Prämisse. Es gibt die Theorie, dass Austin nicht den naturalistischen Fehlschluss auflösen, sondern verdeutlichen wollte, dass man bei den allermeisten Äußerungen gar nicht entscheiden könne, ob sie faktisch oder normativ seien, da beides hineinspiele.
Austins Sprechakttheorie stellt auch die Basis von Habermas’ „Theorie des Kommunikativen Handelns“ dar.